# Brigada de los Mártires de Siria

Bandera de la Oposición siria, adoptada por la Brigada de los Mártires de Siria.

La Brigada de los Mártires de Siria es un grupo insurgente, que no se debe confundir con el Ejército Libre de Siria, que se han unido a la lucha armada contra el gobierno de Bashar Al-Assad  en la provincia de Siria, Idlib. Está conformado por civiles armados en su mayoría y es unas las facciones y coaliciones opositorias en la Guerra Civil Siria. 

## Sede
El Ejército de Liberación de Siria tiene su sede y base de operaciones en la provincia Siria de Idlib se ocupa principalmente de tratar de expulsar a las fuerzas del gobierno sirio en la provincia. 
El Ejército de Liberación de Siria, ha afirmando que ellos,  no están mejor equipados que el Ejército Libre de Siria , pero están haciendo la mayoría de los combates en la provincia de Idlib, con dificultades frente a los soldados gubernamentales.

## Problemas
Han sido varias veces acusados de Islamismo por diferentes colectivos a nivel internacional. La mayor parte del armamento y material de los terroristas procede de la ayuda externa de la coalición liderada por EE. UU. El gobierno sirio los acusa de desestibilizar i crear el caos en el norte del estado.

## Batallas
Se tiene conocimiento que ha participado en la Batalla de Saraqeb, Batalla de Idlib y en Los enfrentamientos de los años 2011-2012 de la Provincia de Idlib. 

## Enlace
Traducción del Ejército de Liberación de Siria en Wikipedia 
- Datos: Q1139648